# Saint-Aubin-de-Scellon

Saint-Aubin-de-Scellon este o comună în departamentul Eure, Franța. În 1 ianuarie 2022 avea o populație de 330 de locuitori.